# Adam Fiedler
Adam Fiedler (Ruda Śląska, 19 dicembre 1965) è un ex cestista e allenatore di pallacanestro polacco naturalizzato tedesco.

## Carriera
Con la Polonia ha disputato due edizioni dei Campionati europei (1985, 1987).